# Aire protégée Andrafiamena-Andavakoera
L'aire protégée Andrafiamena-Andavakoera est une aire protégée de Madagascar classée comme telle en 2015. Elle couvre une superficie de 73 319 hectares,. La réserve est créée pour protéger le lémurien Propithecus perrieri, endémique de ces forêts,,.

## Localisation
L'aire protégée Andrafiamena-Andavakoera est située dans le nord de Madagacar, dans la province de Antsiranana, dans la région de Diana.

## Étymologie
Le nom de l’aire protégée est la combinaison des noms de la chaîne d’Andrafiamena et de la montagne d’Andavakoera autour desquels le paysage est constitué.

## Paysage
L'aire protégée Andrafiamena-Andavakoera est composée de forêts denses humides semi-décidues, de forêts denses sèches caducifoliées, de tsingy, de prairies secondaires et de lacs.

## Faune
L'aire protégée comprend les espèces suivantes :
- 5 espèces de chauves-souris dont 1 vulnérable
- 6 espèces d’amphibiens dont 1 en danger
- 9 espèces de lémuriens dont 1 en danger critique, 7 en danger (ex : le lémurien nocturne aye-aye, le lémur à couronne) parmi lesquelles 1 endémique, 1 vulnérable
- 21 espèces de reptiles dont 5 vulnérables parmi lesquelles 1 espèce de caméléon
- 5 espèces d’autres mammifères,
- 69 espèces d’oiseaux dont 2 vulnérables
- 3 espèces de carnivores dont 1 vulnérable, le fosa

## Flore
L'aire protégée comprend 182 espèces de pantes dont 150 endémiques de Madagascar parmi lesquelles 4 sont en danger et 5 vulnérables ; 3 endémiques locales parmi lesquelles 1 est en danger critique.

## Menaces
L'aire protégée est menacée par l'agriculture itinérante sur brûlis (“tetik’ala”), l'exploitation minière (or et saphir), les feux de brousse liés au pâturage et à la transhumance du bétail, l'exploitation sélective illégale de bois de rose, du bois d’ébène et autres bois durs, la collecte de produits forestiers secondaires, la chasse, la croissance démographique humaine, la production de charbon et les espèces envahissantes.

### Exploitation minière illégale
L'aire protégée est confrontée quotidiennement à l'exploitation minière illégale, notamment dans la région de Betsiaka. Les orpailleurs pénètrent régulièrement et illégalement dans l'aire protégée afin d'y extraire l'or. Afin de lutter contre les orpailleurs, des patrouilles communautaires sont organisées. Dans une volonté de conciliation, une fédération de mineurs est créée, avec 100 opérateurs, dont la première demande est de trouver un terrain d'entente entre leur exploitation et le travail de conservation de Fanamby. L'objectif de la mise en place de la zone de gestion est de disposer d'un couloir aurifère traçable et respectueux de l'environnement au sein d'un paysage protégé harmonieux. Pour les communautés, leurs activités et exploitations sont plus étroitement contrôlées et leurs responsabilités en termes d'obligations environnementales seront mises en évidence, même en dehors de la zone protégée. Toute action d'exploitation est soumise à la validation du ministère de l'Environnement, suivie d'un arrêté ministériel au niveau du ministère des Mines. Une étude d'impact environnemental validée par l'Office national de l'environnement, suivie d'un cahier des charges environnemental, est également obligatoire pour les exploitants.